# Огородницька сільська рада
52°20′9″ пн. ш. 23°19′34″ сх. д. / 52.33583° пн. ш. 23.32611° сх. д.
Огоро́дницька сільська́ ра́да (біл. Агаро́дніцкі сельсавет) — адміністративно-територіальна одиниця у складі Кам'янецького району, Берестейської області Білорусі. Адміністративний центр сільської ради — агромістечко Огородники.

## Географія
Огородницька сільська рада розташована на крайньому південному заході Білорусі, на заході Берестейської області, на північний захід від обласного та південний захід від районного центрів. На півдні вона межує із Вовчинською сільською радою, на сході — із Берестейським районом та Ратайчицькою сільською радою, на півночі — із містом Високе та Рясненською сільською радою, на заході — із Підляським воєводствами (Польща).
Великих озер на території Огородницької сільської ради немає. Найбільша річка Пульва (54 км), права притока Західного Бугу, тече із півночі на південь.
Найвища точка сільської ради становить 173,5 м над рівнем моря і розташована за 1,5 км на північний схід від околиці села Токари.
Територією сільради із півночі на південь проходить республіканська автомобільна дорога Р9, за маршрутом: Високе — Вовчин — Огородники — Костари, а також автомобільна дорога Р16, за маршрутом: Берестя — Високе. Найближча залізнична станція (зупинний пункт) — Верба.

## Історія
Сільська рада була утворена в 1944 році у складі Високівського району Брестської області (БРСР), яка була утворена 1939 року. 17 квітня 1962 року Високовський район був ліквідований, а сільська рада передана до складу Кам'янецького району, при цьому вона була перейменована в «2-у Огородницьку сільську раду», тому, що у складі Кам'янецького району вже була одна Огородницька сільська рада, яка в свою чергу була перейменована в «1-у Огородницьку сільську раду». 14 квітня 1964 року 1-а Огородницька сільська рада була ліквідована, а 2-а Огородницька знову була перейменована в Огородницьку.

## Склад сільської ради
До складу Огородницької сільської ради входить 15 населених пунктів, із них 1 агромістечко, 13 сіл та одна залізнична станція (зупинний пункт).
| Населений пункт  | Статус       | Населення, осіб (2005) | Координати                                                            |
| ---------------- | ------------ | ---------------------- | --------------------------------------------------------------------- |
| Огородники       | агромістечко | 378                    | 52°20′50″ пн. ш. 23°20′45″ сх. д. / 52.34722° пн. ш. 23.34583° сх. д. |
| Великі Комарники | село         | 53                     | 52°19′18″ пн. ш. 23°20′8″ сх. д. / 52.32167° пн. ш. 23.33556° сх. д.  |
| Верба            | станція      | 38                     | 52°19′5″ пн. ш. 23°25′33″ сх. д. / 52.31806° пн. ш. 23.42583° сх. д.  |
| Вулька           | село         | 19                     | 52°20′46″ пн. ш. 23°15′4″ сх. д. / 52.34611° пн. ш. 23.25111° сх. д.  |
| Залісся          | село         | 59                     | 52°19′30″ пн. ш. 23°15′20″ сх. д. / 52.32500° пн. ш. 23.25556° сх. д. |
| Заріччя          | село         | 38                     | 52°20′15″ пн. ш. 23°17′40″ сх. д. / 52.33750° пн. ш. 23.29444° сх. д. |
| Ковалики         | село         | 122                    | 52°22′2″ пн. ш. 23°20′44″ сх. д. / 52.36722° пн. ш. 23.34556° сх. д.  |
| Колодне          | село         | 72                     | 52°18′29″ пн. ш. 23°20′52″ сх. д. / 52.30806° пн. ш. 23.34778° сх. д. |
| Макарове         | село         | 396                    | 52°21′40″ пн. ш. 23°19′15″ сх. д. / 52.36111° пн. ш. 23.32083° сх. д. |
| Мачулище         | село         | 127                    | 52°19′37″ пн. ш. 23°16′7″ сх. д. / 52.32694° пн. ш. 23.26861° сх. д.  |
| Плянта           | село         | 28                     | 52°19′17″ пн. ш. 23°24′4″ сх. д. / 52.32139° пн. ш. 23.40111° сх. д.  |
| Піски            | село         | 39                     | 52°19′32″ пн. ш. 23°23′10″ сх. д. / 52.32556° пн. ш. 23.38611° сх. д. |
| Свитичі          | село         | 53                     | 52°19′12″ пн. ш. 23°23′45″ сх. д. / 52.32000° пн. ш. 23.39583° сх. д. |
| Токари           | село         | 85                     | 52°21′45″ пн. ш. 23°16′10″ сх. д. / 52.36250° пн. ш. 23.26944° сх. д. |
| Хмелі            | село         | 16                     | 52°19′56″ пн. ш. 23°20′40″ сх. д. / 52.33222° пн. ш. 23.34444° сх. д. |

## Населення
За переписом населення Білорусі 2009 року чисельність населення сільської ради становило 1403 особи.

### Національність
Розподіл населення за рідною національністю за даними перепису 2009 року:
| Національність            | Осіб | Відсоток |
| ------------------------- | ---- | -------- |
| білоруси                  | 1123 | 80,04 %  |
| українці                  | 156  | 11,12 %  |
| росіяни                   | 91   | 6,49 %   |
| поляки                    | 11   | 0,78 %   |
| азербайджанці             | 8    | 0,57 %   |
| німці                     | 4    | 0,29 %   |
| вірмени                   | 3    | 0,21 %   |
| естонці                   | 2    | 0,14 %   |
| татари                    | 1    | 0,07 %   |
| литовці                   | 1    | 0,07 %   |
| молдовани                 | 1    | 0,07 %   |
| башкири                   | 1    | 0,07 %   |
| національність не вказана | 1    | 0,07 %   |
| Разом                     | 1403 | 100 %    |